# Rina Maluta
Rina Maluta (Padova, 1868 – Padova, 14 febbraio 1945) è stata una pittrice italiana.

## Biografia
Nata a Padova, risiedeva a Luvigliano di Torreglia. È morta sempre a Padova dove è sepolta al Cimitero Maggiore.
Pittrice nota per varie opere di soggetto sacro presenti in diverse chiese, conventi e sacrari partecipa alla quadriennale di Torino del 1902 con due opere e a quella del 1908 con le opere Ritratto e Lotta intima e partecipa inoltre all'Esposizione nazionale di Milano del 1906 con l'opera Visione Gioconda. Un'opera della pittrice la Madonna dell'Umiltà decora l'altare dell'oratorio del crocifisso nel collegio delle dimesse a Padova dove è presente un'altra opera dell'autrice Quo Vadis?, 21 opere della pittrice fanno parte della collezione dei beni storici e artistici della diocesi di Padova e sono collocate in varie sedi. Un'opera di queste Sacro Cuore di Gesu si trova presso la chiesa di san Giuseppe a Padova. Un'altra opera Gesù Cristo Imprigionato si trova presso la chiesa di S. Giustina a Enego.

## Pax vobis
Pax vobis, il quadro più famoso della pittrice, riproduce il volto di Gesù. La pittrice per la sua realizzazione si era ispirata a un antichissimo crocifisso custodito nella cattedrale di Lucca.
Una riproduzione si trova nella Casa del Volto Santo di Napoli, ed è oggetto del culto legato alla figura della Serva di DIO Madre Flora de Santis. la Casa del Volto Santo è stata edificata nel luogo in cui aveva la propria casa privata Madre Flora de Santis in sua memoria e per custodire l'icona del volto santo e il culto che nel tempo è sorto attorno alla figura del volto di Cristo. La casa di culto e l'immagine sacra sono gestite e custodite dalle Piccole ancelle di Cristo Re.
L'originale dell'opera di Rina Maluta si trova nella Pinacoteca vaticana a Roma.

## Altre opere
- Mater Sanctae Humilitatis - Padova, 1936